# Edi Sylisufaj
Edi Sylisufaj (Falkenberg, 8 marzo 2000) è un calciatore svedese con cittadinanza kosovara, attaccante del Landskrona BoIS.

## Carriera

### Club
Nato in Svezia da genitori di origini albanesi, ha giocato nel settore giovanile del Falkenberg sin dall'età di 6 anni.
Il 23 ottobre 2016, subentrando nei minuti finali della sfida persa per 2-1 sul campo dell'IFK Norrköping, Sylisufaj è diventato il primo giocatore nella storia del campionato di Allsvenskan ad essere nato negli anni 2000.
Nel gennaio del 2017 ha firmato un contratto senior triennale con la prima squadra, la quale nel frattempo era retrocessa in Superettan. Nel settembre del 2019 ha esteso il suo contratto fino al 31 dicembre 2022. In occasione dell'Allsvenskan 2020, che ha visto il Falkenberg retrocedere, Sylisufaj è stato il miglior realizzatore della squadra con 7 reti.
Ha iniziato il campionato di Superettan 2021 rimanendo inizialmente al Falkenberg, poi, a stagione in corso, è tornato a calcare i campi della massima serie con il prestito al Sirius fino alla fine dell'anno trasformato poi in un trasferimento a titolo definitivo con un contratto fino al 2025. Nella rimanente parte della stagione 2021, con la nuova maglia ha totalizzato 3 gol e 3 assist in 15 partite, alternando presenze dalla panchina ad altre da titolare, cosa avvenuta anche l'anno seguente quando ha firmato un gol e un assist in 27 presenze. Nell'Allsvenskan 2023, invece, è partito prevalentemente dalla panchina, iniziando dal primo minuto solo in due occasioni a fronte di 12 presenze da subentrante.
Il 31 agosto 2023, nel corso del girone di ritorno, è approdato in prestito all'Örgryte, formazione che stava lottando per la salvezza nel campionato di Superettan 2023, la seconda serie nazionale. Con 5 gol in 10 presenze ha contribuito al raggiungimento del terzultimo posto e quindi anche degli spareggi salvezza, poi vinti contro il Nordic United.
Originariamente Sylisufaj avrebbe dovuto disputare anche tutta la stagione 2024 in prestito all'Örgryte: nella prima metà della Superettan 2024 ha messo a segno 6 reti e 3 assist nelle prime quindici giornate, tuttavia il 28 luglio 2024 a campionato in corso è stato ceduto dal Sirius (società detentrice del suo cartellino) al Landskrona BoIS, squadra che come l'Örgryte stava militando nella seconda serie nazionale ma che stava occupando temporaneamente il primo posto in classifica.

### Nazionale
Nel 2017 ha giocato tre partite con la nazionale svedese Under-17.

## Statistiche

### Presenze e reti nei club
Statistiche aggiornate al 2 luglio 2020.
| Stagione        | Squadra         | Campionato      | Campionato | Campionato | Coppe nazionali | Coppe nazionali | Coppe nazionali | Coppe continentali | Coppe continentali | Coppe continentali | Altre coppe | Altre coppe | Altre coppe | Totale | Totale |
| Stagione        | Squadra         | Comp            | Pres       | Reti       | Comp            | Pres            | Reti            | Comp               | Pres               | Reti               | Comp        | Pres        | Reti        | Pres   | Reti   |
| --------------- | --------------- | --------------- | ---------- | ---------- | --------------- | --------------- | --------------- | ------------------ | ------------------ | ------------------ | ----------- | ----------- | ----------- | ------ | ------ |
| ott.-dic. 2016  | Falkenberg      | A               | 3          | 0          | CS              | 0               | 0               | -                  | -                  | -                  | -           | -           | -           | 3      | 0      |
| 2017            | Falkenberg      | S               | 5          | 2          | CS              | 3               | 0               | -                  | -                  | -                  | -           | -           | -           | 8      | 2      |
| 2018            | Falkenberg      | S               | 6          | 0          | CS              | 1               | 0               | -                  | -                  | -                  | -           | -           | -           | 7      | 0      |
| 2019            | Falkenberg      | A               | 19         | 1          | CS              | 4               | 1               | -                  | -                  | -                  | -           | -           | -           | 23     | 2      |
| 2020            | Falkenberg      | A               | 4          | 2          | CS              | 5               | 2               | -                  | -                  | -                  | -           | -           | -           | 9      | 4      |
| Totale carriera | Totale carriera | Totale carriera | 37         | 5          |                 | 13              | 3               |                    | -                  | -                  |             | -           | -           | 50     | 8      |